# Nils Tegen

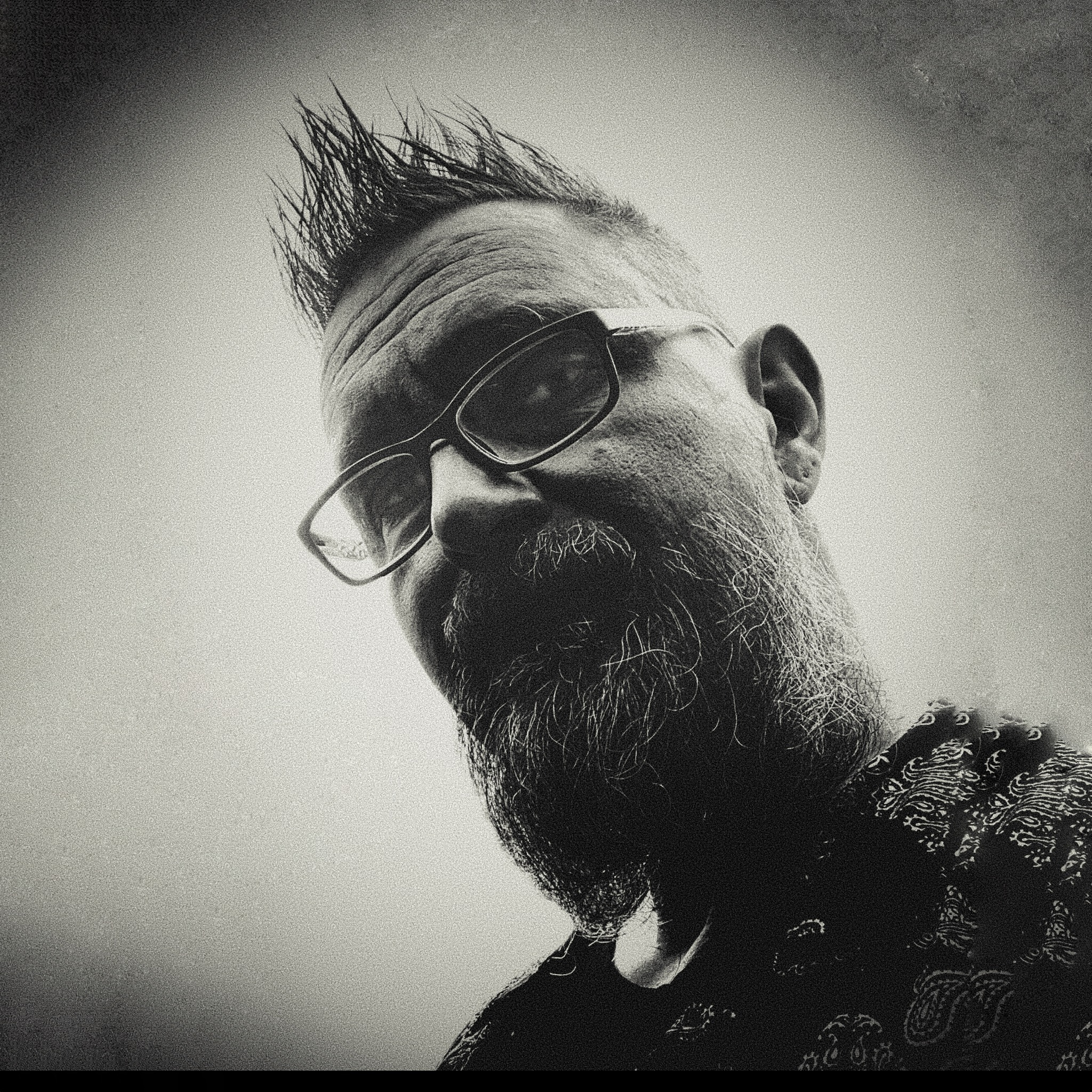
Nils Tegen 2022

Nils Tegen (* 13. September 1972 in Bad Segeberg) ist ein deutscher Jazzmusiker (Piano, Schlagzeug) und Komponist, der in der deutschen Jazz- und Musikszene tätig ist.

## Leben und Wirken
Tegen trat in den 1980er Jahren zunächst in lokalen Jazzformationen auf. Anfang der 1990er hatte er sein erstes eigenes Jazztrio, welches u. a. Preisträger des Jazzpodiums Schleswig-Holstein war. Nach Teilnahme am Kontaktstudiengang Jazz in Hamburg studierte er ab 1994 an der Musikhochschule Köln Jazzpiano bei Frank Wunsch und Hans Lüdemann, außerdem Jazz und Komposition in Köln bei Joachim Ullrich und Frank Reinshagen (Abschlüsse 1998 und 2001, Konzertexamen Klavier 2003). Internationale Tourneen mit verschiedenen Projekten schlossen sich an.
Im Laufe seiner weiteren Karriere arbeitete er u. a. mit José González, Apparat, Brandt-Brauer-Frick Ensemble, PcNackt, Wende Snijders, Tocotronic, Michel Pilz, Misha Mengelberg, Manfred Schoof, Gerd Dudek, Matthias Schubert, Henning Berg, Dieter Glawischnig, Jochen Rückert, Jonas Burgwinkel, Pablo Held, Bob Mintzer, Frank Gratkowski, Florian Ross, Florian Weber, Joscha Oetz, Simon Nabatov, Hendrik Soll, Fred Köster und Caroline Thon.

## Diskographische Hinweise

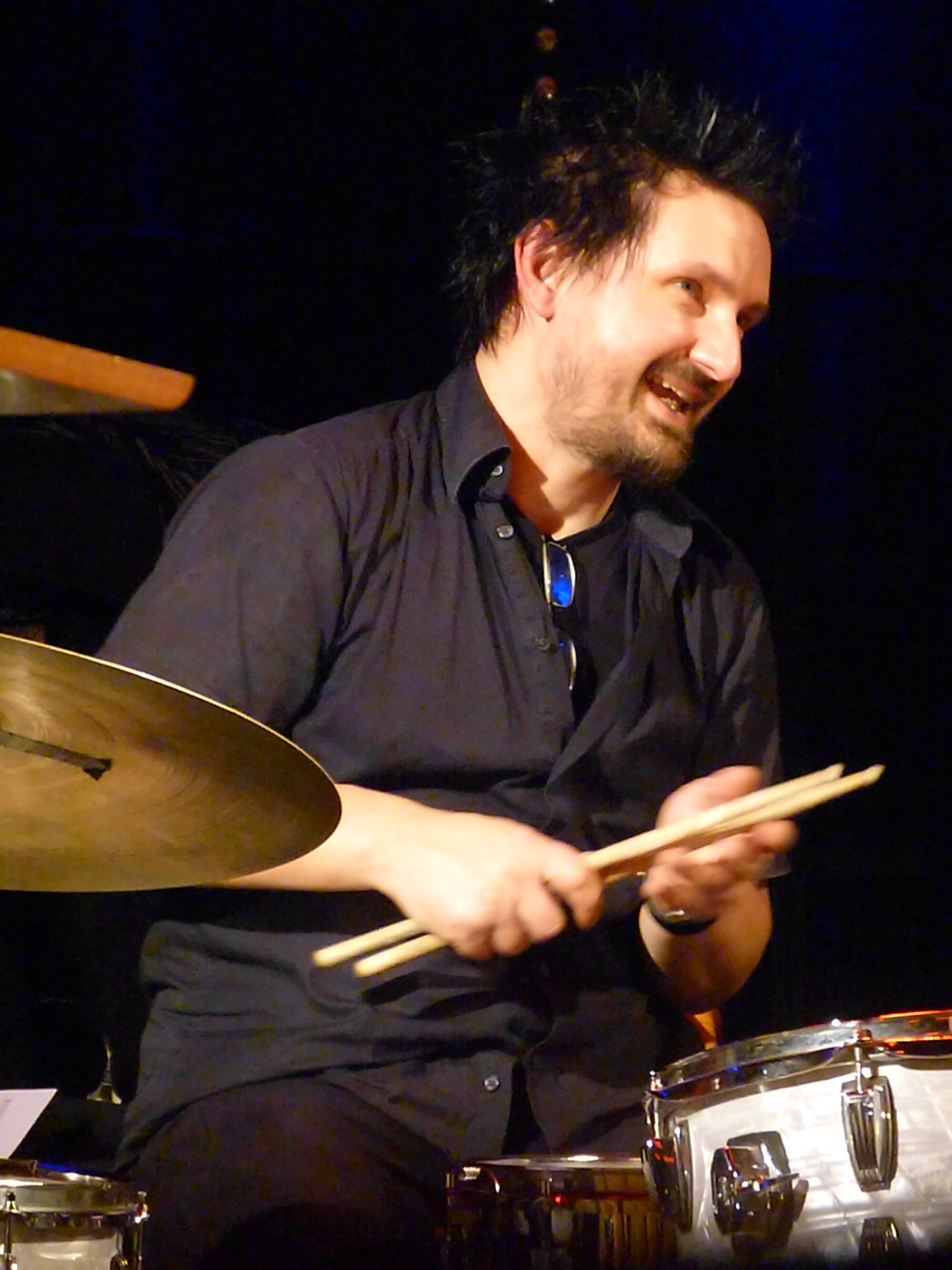
Nils Tegen 2015 im Konzert mit Simon Seidl, Tobias Hoffmann, David Helm und Fabian Dudek im Kölner ARTheater

- Niels Klein: Niels Klein Trio (2004)
- Jörg Kaufmann Quartett: Personal Heroes (2009)
- Georg Ruby Village Zone: Deconstruction Service (2009)
- Joscha Oetz: Independencia (2009)
- Laia Genc: Australia & Beyond (2012)
- Henning Berg Quartett: Seven Lively Conversations (2012)
- Bunosi Cenderent (2013, mit Joscha Oetz, Hendrik Smock)
- Colonel Petrov’s Good Judgment Moral Machine (2016, mit Leonhard Huhn, Sebastian Müller, Reza Askari, Rafael Calman)
- Moritz von Kleist, Tonwerkstatt (2019)
- Josè Gonzàlez & The String Theory Live In Europe (2019)
- Zuzana Leharova, Knochenmann (2020)
- Nils Tegen, The News You Probably Don´t Know (2021)
- Perfektomat, Zeit Hat Uns (2022)
- Moritz von Kleist-Tonwerkstatt, Kunstwesen (2022)